# Slaget vid Nájera
Slaget vid Nájera var ett slag 3 april 1367 mellan franska och kastilianska trupper mot engelska, vid Nájera, söder om Ebro i norra Spanien.
1360 hade Frankrike och England formellt slutit fred i hundraårskriget. Henrik av Trastamara inledde dock 1366 ett uppror med stöd av Frankrike och Aragonien mot sin halvbror Peter I av Kastilien, som i sin tur stöddes av engelsmännen. Den franske riddaren Bertrand du Guesclin hade fört in en armé i Kastilien för att stödja Henrik, då Edvard, den svarte prinsen, i februari 1367 förde en armé över Pyreneerna för att återinsätta Peter. Vid Nájera möttes den svarte prinsens trupper av du Guesclin med sina allierade. De engelska bågskyttarna dominerade slagfältet och drev de kastilianska trupperna på flykten. du Guesclins legotrupper däremot gjorde hårdare motstånd, men utan understöd blev de oundvikligt besegrade. du Guesclin tillfångatogs men friköpte sig senare för 100.000 francs.
Peter återfick för en tid sin tron, men besegrades och dödades av sin halvbror två år senare.